# 기영옥
기영옥(1957년 8월 9일~)은 대한민국의 축구 감독 출신 기업인이다. 기성용의 아버지, 한혜진의 시아버지이다. 전남대학교 체육교육학 학사를 취득하였으며, 금호고등학교축구부의 감독 등을 역임하였다. 광주광역시축구협회의 회장이다.

## 학력
전남대학교 체육교육학 학사

## 경력
- 광주광역시축구협회의 회장[1]